# 7 августа
7 августа — 219-й день года (220-й в високосные годы) по григорианскому календарю.
До конца года остаётся 146 дней.
До 15 октября 1582 года — 7 августа по юлианскому календарю, с 15 октября 1582 года — 7 августа по григорианскому календарю.
В XX и XXI веках соответствует 25 июля по юлианскому календарю.

## Праздники и памятные дни

### Международные
- Международный день холостяка.

### Национальные
- Кирибати — День молодёжи.
- Колумбия — День Битвы при Бояке.
- Кот-д’Ивуар — День независимости.

### Профессиональные
- День Службы специальной связи и информации Федеральной службы охраны России

### Религиозные
Католицизм
- Память Святого Каэтана, покровителя рожениц.

 Православие
- Успение праведной Анны, матери Пресвятой Богородицы;
- память святых жён Олимпиады, диакониссы (409), и преподобной Евпраксии, девы Тавеннской (413);
- память преподобного Макария Желтоводского, Унженского (1444);
- память V Вселенского Собора (553);
- память священномученика Николая Удинцева, пресвитера (1918);
- память священномученика Александра Сахарова, пресвитера (1927);
- память исповедницы Ираиды Тиховой (1967).

### Именины
- Православные[4] (дата по новому стилю):
  - Мужские:
    - Александр — мученик Александр, священномученик Александр (Сахаров).
    - Аттал — мученик Аттал.
    - Виттий — мученик Виттий.
    - Епагаф — мученик Епагаф.
    - Макарий (Макар) — преподобный Макарий Желтоводский (Унженский).
    - Матур (имя) — мученик Матур.
    - Понтин (Понтий) — мученик Понтин.
    - Сакт (Санкт) — мученик Сакт.
    - Христофор — Христофор Коряжемский.

  - Женские:
    - Анна — Святая Анна, мать Пресвятой Богородицы.
    - Евпраксия — преподобная Евпраксия Константинопольская.
    - Ираида — исповедница Ираида.
    - Олимпиада — Олимпиада Константинопольская, диакониса.

## События

### До XIX века
- 1461 — в Пекине вспыхнуло восстание Цао Циня[5].
- 1560 — царь Иван Грозный велел в спешном порядке строить в Москве дворцы его ближайшим родственникам (детям и брату).
- 1620 — Катарине Кеплер предъявляется обвинение в колдовстве.
- 1679 — на Ниагаре спущено на воду первое судно, которое начало плавание по Великим озёрам.
- 1714
  - Гангутское сражение.
  - Экспедиция Ивана Бухольца вышла из Тобольска для освоения Сибири (этой экспедицией позже был основан Омск).
- 1720 — сражение при Гренгаме.

### XIX век
- 1803 — в путешествие отправилась первая русская кругосветная экспедиция. Всей экспедицей и шлюпом «Надежда» командовал Иван Фёдорович Крузенштерн, а шлюпом «Нева» — Юрий Фёдорович Лисянский.
- 1819 — Симон Боливар разгромил испанские войска в битве при Бояке.
- 1851 — в городе Кульджа (Китай) подписан договор о нормализации русско-китайской торговли на среднеазиатской границе. Договор предусматривал порядок торговли, охрану караванов, наказание за грабёж и т. д. Русским купцам были отведены места для устройства торговых факторий. Кульджинский договор способствовал развитию регулярной торговли и укреплению дружбы между двумя странами.
- 1888 — обнаружена первая жертва, которая приписывалась Джеку Потрошителю. Старший внук королевы Виктории принц Кларенс был основным подозреваемым, но сегодня обвинения в его адрес считаются необоснованными.
- 1908 — в долине Вахау нашли статуэтку времён палеолита Венеру Виллендорфскую[6].

### XX век
- 1905 — в Британской Индии появилось движение «Свадеши»[7].
- 1912 — Россия и Япония разграничили сферы своего влияния в Монголии и Маньчжурии.
- 1918 — Украина и Область Войска Донского подписали договор о границах.
- 1921 — собрав по 3 тысячи долларов с фермеров засушливых районов Канады за искусственное вызывание дождя, шарлатан Чарльз Хетфилд сбежал в США.
- 1927 — принц Уэльский и вице-президент США открыли мост Мира между Форт-Эри (Онтарио, Канада) и Буффало (штат Нью-Йорк, США).
- 1932 — в СССР за кражу государственной и коллективной собственности в крупных размерах введена смертная казнь — «закон о трёх колосках» (знаменитый «указ семь-восемь»).
- 1939 — Саудовская Аравия выдала концессию на разработку нефти американской компании Standard Oil.
- 1941 — военный лётчик Виктор Талалихин первый за Великую Отечественную войну произвёл таран в ночном воздушном бою, сбив на подступах к Москве вражеский бомбардировщик.
- 1942
  - Началась битва за Гуадалканал.
  - Началась битва за Тулаги, Гавуту и Танамбого.
- 1944
  - Запущен первый американский программируемый компьютер «Марк I».
  - Началась операция «Люттих».
- 1947 — корабль Тура Хейердала «Кон-Тики» терпит крушение на тихоокеанских рифах.
- 1956 — взрыв машин, перевозивших динамит в г. Кали, Колумбия, наибольшее количество жертв от взрыва после 1945 (около 1300).
- 1960
  - Провозглашена независимость Кот-д’Ивуара от Франции.
  - Фидель Кастро объявил о национализации всех американских предприятий на Кубе.
- 1970 — проведён первый компьютерный шахматный турнир.
- 1971 — астронавты «Аполлона-15» (четвёртая высадка землян на Луну) Д. Скотт, А. Уорден и Дж. Ирвин возвратились на Землю.
- 1974 — французский уличный канатоходец Филипп Пети прошёл по канату, натянутому между Северной и Южной башнями-близнецами Всемирного торгового центра в Нью-Йорке.
- 1976 — после 11-месячного перелёта космический аппарат Viking 2 вышел на орбиту планеты Марс.
- 1980 — румынский Ту-154 при заходе на посадку в Нуадибу (Мавритания) в условиях тумана приземлился на поверхность океана. Одна из пассажирок умерла от сердечного приступа.
- 1982 — боевики Армянской секретной армии освобождения Армении совершили нападение на аэропорт Эсенбога в Анкаре, 10 убитых
- 1983 — принято постановление ЦК КПСС и СМ СССР «Об укреплении социалистической трудовой дисциплины», предусматривавшее наказания за выпуск брака, прогулы и опоздания на работу, пьянство на рабочем месте. Самым характерным примером его претворения в жизнь, ставшим приметой андроповского времени, были массовые облавы на посетителей магазинов, кинотеатров в дневное время.
- 1985 — британские журналисты провели однодневную забастовку в знак протеста против отказа Би-би-си показать документальный фильм о событиях в Северной Ирландии.
- 1987
  - Американка Линн Кокс стала первым человеком, добравшимся вплавь из США в СССР, преодолев часть Берингова пролива.
  - Крушение двух поездов на станции Каменская, в результате которого погибло 106 человек. Одно из крупнейших железнодорожных крушений в истории СССР и России.
- 1988 — австралийский магнат Руперт Мердок купил самый массовый американский журнал TV Guide.
- 1990 — вследствие агрессии Ирака против Кувейта, ООН ввела экономические санкции против Ирака.
- 1993 — часть Букингемского дворца в Лондоне впервые открыта для туристов.
- 1995 — завершилась операция «Буря». Уничтожение Республики Сербская Краина и Республики Западная Босния.
- 1997 — катастрофа грузового самолёта Douglas DC-8-61 компании Fine Air в Майами, 5 погибших.
- 1998 — совершены теракты против посольств США в Кении и Танзании. Погибло около 250 и ранено более 4000 человек.
- 1999 — вторжение боевиков в Дагестан, начало Второй чеченской войны.

### XXI век
- 2002 — в Северной Корее состоялась церемония заливки бетона в фундамент будущей атомной электростанции, строящейся в рамках международного проекта.
- 2005 — успешно завершена спасательная операция у берегов Камчатки: британский беспилотный глубоководный аппарат «Скорпион» высвободил глубоководный обитаемый аппарат АС-28 «Приз» из тросов подводной системы гидрофонов и спас всех семерых подводников.
- 2008 — начало войны в Грузии.
- 2014 — Украинский батальон Донбасс начал наступление за Иловайск. Бои закончились только 3 сентября.
- 2020 — авиакатастрофа Boeing 737-8NG авиакомпании Air India при посадке в индийском городе Кожикоде.

### Ожидаемое
- 2027 — астероид (137108) 1999 AN10 пройдёт в 388 960 км (0.0026 а. е.) от Земли[8][9][10].

## Родились

### До XIX века
- 317 — Констанций II (ум. 361), римский император (337—361).
- 1560 — Елизавета Батори (ум. 1614), венгерская графиня, известная серийными убийствами молодых девушек.
- 1779 — Карл Риттер (ум. 1859), немецкий просветитель, основоположник современной географии.

### XIX век
- 1819 — Пантелеймон Кулиш (ум. 1897), украинский писатель, член Кирилло-Мефодиевского братства («Чёрная Рада», «Украина»).
- 1837 — Константин Случевский (ум. 1904), русский поэт, прозаик, драматург, переводчик.
- 1859 — Фёдор Шехтель (ум. 1926), российский архитектор.
- 1860 — Лео Алан (ум. 1917), английский астролог.
- 1867 — Эмиль Нольде (ум. 1956), немецкий художник-экспрессионист.
- 1868 — Гренвилл Банток (ум. 1946), английский композитор, дирижёр и педагог.
- 1870 — Густав Крупп (ум. 1950), немецкий промышленник и финансовый магнат, глава концерна «Крупп».
- 1876 — Мата Хари (наст. имя Маргарета Гертруда Зелле; расстреляна в 1917), исполнительница экзотических танцев, куртизанка и шпионка.
- 1877 — Ульрих Сальхов (ум. 1949), шведский фигурист, олимпийский чемпион (1908 год), 10-кратный чемпион мира (1901—1905, 1907—1911), 9-кратный чемпион Европы. Крупнейший деятель шведского и международного спортивного движения.
- 1881 — Франсуа Дарлан (убит в 1942), французский адмирал, один из лидеров режима Виши в 1940—1942 гг.
- 1896 — Андрей Грабар (ум. 1990), русский и французский историк средневекового и византийского искусства.

### XX век
- 1901 — Юлия Солнцева (ум. 1989), актриса театра и кино, кинорежиссёр, народная артистка СССР, жена А. П. Довженко.
- 1903 — Луис Лики (ум. 1972), англо-кенийский антрополог и археолог.
- 1904 — Ральф Банч (ум. 1971), американский дипломат и правозащитник, лауреат Нобелевской премии мира (1950).
- 1911 — Николас Рэй (ум. 1979), американский кинорежиссёр, актёр, обладатель «Оскара».
- 1925 — Борис Рунге (ум. 1990), актёр театра и кино, народный артист РСФСР.
- 1928 — Джеймс Рэнди (наст. имя Рэндалл Джеймс Хэмилтон Цвинге; ум. 2020), канадско-американский иллюзионист, писатель.
- 1929 — Юрий Черниченко (ум. 2010), советский и российский писатель, журналист и политик, лидер Крестьянской партии.
- 1932 — Абебе Бикила (ум. 1973), эфиопский марафонец, двукратный олимпийский чемпион.
- 1942
  - Тобин Белл, американский актёр, продюсер.
  - Карлос Монсон (погиб в 1995), аргентинский профессиональный боксёр, чемпион мира в среднем весе.
- 1943 — Ален Корно (ум. 2010), французский кинорежиссёр, продюсер и сценарист.
- 1945 — Александр Журбин, советский и российский композитор, заслуженный деятель искусств.
- 1947 — София Ротару, певица, народная артистка СССР.
- 1948 — Антонис Вардис (ум. 2014), греческий поп-певец.
- 1954 — Валерий Газзаев, российский футболист и футбольный тренер.
- 1955 — Владимир Сорокин, русский писатель, лауреат Букеровской премии.
- 1957
  - Альгис Арлаускас, советский и испанский киноактёр, режиссёр и сценарист.
  - Александр Дитятин, советский гимнаст, трёхкратный олимпийский чемпион.
- 1958
  - Брюс Дикинсон, британский рок-музыкант, вокалист группы «Iron Maiden».
  - Дмитрий Золотухин, советский и российский кинорежиссёр, актёр.
  - Лариса Карлова, советская гандболистка, двукратная олимпийская чемпионка и двукратная чемпионка мира.
- 1960 — Дэвид Духовны, американский актёр, дважды лауреат премии «Золотой глобус».
- 1962 — Брюно Пельтье, канадский певец и актёр.
- 1966 — Джимми Уэйлс, американский интернет-предприниматель, основатель Википедии, президент Фонда Викимедиа.
- 1967 — Евгений Платов, советский, украинский и российский фигурист, двукратный олимпийский чемпион.
- 1969 — Маркус Бунди, швейцарский писатель, литературный критик и редактор.
- 1973 — Михаил Горшенёв (ум. 2013), российский музыкант, вокалист и основатель группы «Король и Шут».
- 1975 — Шарлиз Терон, голливудская актриса, обладательница «Оскара», «Золотого глобуса», др. наград.
- 1978 — Юлия Чичерина, российская рок-певица, музыкант.
- 1982
  - Яна Клочкова, украинская пловчиха, 4-кратная олимпийская чемпионка, многократная чемпионка мира и Европы
  - Эбби Корниш, австралийская актриса.
- 1987 — Сидни Кросби, канадский хоккеист, двукратный олимпийский чемпион, чемпион мира, трёхкратный обладатель Кубка Стэнли
- 1989 — Демар Дерозан, американский баскетболист, олимпийский чемпион (2016).
- 1999 — Сидни Маклафлин, американская легкоатлетка, двукратная олимпийская чемпионка.

### XXI век
- 2001 — Дайки Хасимото, японский гимнаст, трёхкратный олимпийский чемпион.

## Скончались

### До XIX века
- 1106 — Генрих IV (р. 1050), германский король (с 1054), император Священной Римской империи (с 1084).
- 1729 — Томас Ньюкомен (р. 1663), английский изобретатель, создатель одного из первых паровых двигателей.
- 1782 — Андреас Сигизмунд Маргграф (р. 1709), немецкий химик, первым получивший сахар из сахарной свёклы.

### XIX век
- 1830 — Алексей Мерзляков (р. 1778), русский поэт, переводчик, автор песен.
- 1834 — Жозеф Мари Жаккар (р. 1752), французский изобретатель ткацкого стана для узорчатых материй.
- 1848 — Йёнс Берцелиус (р. 1779), шведский химик и минералог.
- 1893 — Альфредо Каталани (р. 1854), итальянский композитор.
- 1898 — Георг Эберс (р. 1837), немецкий учёный-египтолог, писатель.

### XX век
- 1908 — Мари Рене Руссель де Курси (р. 1827), французский дипломат, маркиз.
- 1914 — Елизавета Бём (р. 1843), русская художница и иллюстратор.
- 1921 — Александр Блок (р. 1880), русский поэт, писатель, публицист, драматург, переводчик, литературный критик.
- 1938 — Константин Станиславский (наст. фамилия Алексеев; р. 1863), русский театральный режиссёр, актёр, педагог, теоретик и реформатор театра, первый народный артист СССР (1936).
- 1940 — Александр Глинка (р. 1878), русский журналист, публицист, критик и историк литературы.
- 1941 — Рабиндранат Тагор (р. 1861), индийский писатель, философ, лауреат Нобелевской премии (1913).
- 1947 — Антон Иванович Деникин (р. 1872), русский военачальник, политик и общественный деятель.
- 1949 — Владимир Сливинский (р. 1894), оперный певец (лирический баритон), заслуженный артист РСФСР.
- 1969 — Жозеф Косма (р. 1905), французский композитор.
- 1974
  - Вирджиния Апгар (р. 1909), американская женщина-врач, создательница шкалы Апгар.
  - Росарио Кастельянос (р. 1925), мексиканская писательница.
- 1979 — Валентин Филатов (р. 1920), артист цирка, дрессировщик, народный артист СССР.
- 1984 — Аркадий Штейнберг (р. 1907), русский советский поэт, переводчик, художник.
- 1986 — Зоя Спирина (р. 1926), театральная актриса, народная артистка СССР.
- 1989 — Михаил Лохвицкий (р. 1922), советский писатель, журналист.
- 1995 — Максим Танк (при рожд. Евгений Скурко; р. 1912), белорусский поэт и переводчик, Герой Социалистического Труда.

### XXI век
- 2005 — погиб Михаил Евдокимов (р. 1957), советский и российский юморист, пародист, актёр, певец, телеведущий, губернатор Алтайского края (2004—2005).
- 2007 — Сергей Щураков (р. 1960), советский и российский рок-музыкант.
- 2010 — Бруно Кремер (р. 1929), французский актёр кино и телевидения.
- 2011 — Нэнси Уэйк (р. 1912), одна из ведущих фигур во Французском сопротивлении в годы Второй мировой войны.
- 2019 — Кэри Муллис (р. 1944), американский биохимик, лауреат Нобелевской премии по химии (1993).
- 2020 — Ле Кха Фьеу (р. 1931), вьетнамский политический и государственный деятель, генеральный секретарь Центрального Комитета Коммунистической партии Вьетнама (1997—2001).
- 2024 — Джон Эндрю Макбрайд (р. 1943), астронавт США, полковник ВМС, Совершил один космический полёт (1984).

## Приметы
- Анна-холодница (Зимоуказательница), холодные утренники.
- Холодные утренники на Анну предвещают холодную зиму, ибо Анна зиму сряжает.
- Дождь предвещает снежную зиму.
- Какова погода до обеда, такова зима до декабря; какова после обеда, такова после декабря[11].
- Можно начинать сбор ягод черёмухи[11].